# Маленькая мама (фильм, 2021)
«Маленькая мама» (фр. Petite Maman) — художественный фильм режиссёра Селин Сьямма.
Мировая премьера фильма состоялась на 71-м Берлинском международном кинофестивале в марте 2021 года.

## Сюжет
После смерти любимой бабушки Нелли помогает родителям освободить дом. Восьмилетняя девочка исследует место, где когда-то росла её мать. Окрестный лес служил ей игровой площадкой, где у неё была хижина, которую она построила сама из веток.
Когда её мать, страдающая депрессией, однажды внезапно уходит, Нелли встречает в лесу ровесницу Марион. Она помогает ей перенести тяжелую ветку, которую Марион хочет использовать для строительства хижины. Когда начинается дождь, девушки убегают в дом Марион. Там Нелли приходится осознать, что она попала в петлю времени и переместилась почти на 25 лет в прошлое — Марион — это ее мать, которой предстоит операция в больнице. Бабушка также еще жива и живет в своем полностью обставленном доме. Испугавшись, Нелли бежит через лес и возвращается к своему отцу в настоящем.

## В ролях
- Жозефина Санз — Нелли
- Габриэль Санз - Марион
- Нина Мериз — мать
- Стефан Варюпенн - отец
- Марго Абаскаль — бабушка

## Производство
В ноябре 2020 года было объявлено, что сценаристом и режиссёром фильма выступит Селин Сьямма, продюсером — Бенедикт Куврер, а дистрибьютором — компания Pyramide Distribution.
Съёмки начались в ноябре 2020 года.

## Релиз
Мировая премьера фильма состоялась на 71-м Берлинском международном кинофестивале в марте 2021 года. Фильм был показан на Международном кинофестивале в Торонто в сентябре 2021 года.

## Восприятие
Фильм получил положительные отзывы кинокритиков. На сайте Rotten Tomatoes у фильма 100 % рейтинг на основе 31 рецензии, средневзвешенный рейтинг 9,20/10. На сайте Metacritic у фильма рейтинг 93 из 100 на основе 8 отзывов, что свидетельствует о «всеобщем признании»

### Награды и номинации
| Награда                                          | Дата церемонии     | Категория                              | Получатель(и)                  | Результат    | Ссылка |
| ------------------------------------------------ | ------------------ | -------------------------------------- | ------------------------------ | ------------ | ------ |
| Берлинский кинофестиваль                         | 5 марта 2021 г.    | Золотой медведь                        | Селин Сьямма                   | номинирован  |        |
| Международный кинофестиваль в Сан-Диего          | 24 марта 2021 г.   | Лучший международный фильм             | Маленькая мама                 | Победил      |        |
| Премия Британского независимого кино             | 5 декабря 2021 г.  | Лучший международный независимый фильм | Селин Сьямма и Бенедикт Куврёр | номинирован  |        |
| Награды Чикагской ассоциации кинокритиков        | 15 декабря 2021 г. | Лучший фильм на иностранном языке      | Маленькая мама                 | номинирован  |        |
| Награды Лос-Анджелесской ассоциации кинокритиков | 18 декабря 2021 г. | Лучший фильм на иностранном языке      | Маленькая мама                 | Победил      |        |
| Национальное общество кинокритиков               | 8 января 2022 г.   | Лучший фильм                           | Маленькая мама                 | Второе место |        |
| Национальное общество кинокритиков               | 8 января 2022 г.   | Лучший режиссер                        | Селин Сьямма                   | Второе место |        |
| Ассоциация кинокритиков Торонто                  | 16 января 2022 г.  | Лучший фильм на иностранном языке      | Маленькая мама                 | Второе место |        |
| Премия Лондонского кружка кинокритиков           | 6 февраля 2022 г.  | Фильм года на иностранном языке        | Маленькая мама                 | номинирован  |        |
| Премия Лондонского кружка кинокритиков           | 6 февраля 2022 г.  | Директор года                          | Селин Сьямма                   | номинирован  |        |
| Награды независимого духа                        | 6 марта 2022 г.    | Лучший международный фильм             | Маленькая мама                 | номинирован  |        |
| Кинопремия BAFTA                                 | 13 марта 2022 г.   | Лучший фильм не на английском языке    | Селин Сьямма и Бенедикт Куврёр | номинирован  |        |

## Примечание
1. ↑  Petite Maman. Berlin International Film Festival. Дата обращения: 17 февраля 2021. Архивировано 28 февраля 2021 года.
2. ↑  Petite Maman. Box Office Mojo. Дата обращения: 8 октября 2021. Архивировано 28 октября 2021 года.
3. ↑  Keslassy, Elsa. Celine Sciamma Shooting New Movie 'Petite Maman' in France. Variety (9 ноября 2020). Дата обращения: 11 февраля 2021. Архивировано 13 марта 2021 года.
4. ↑  Barfield, Charles. Celine Sciamma Has Begun Production On Her Next Feature, 'Petite Maman'. The Playlist (11 ноября 2020). Дата обращения: 11 февраля 2021. Архивировано 27 октября 2021 года.
5. ↑  Lemercier, Fabien. Appealing new titles for mk2 Films at the online AFM. CineEuropa (12 ноября 2020). Дата обращения: 11 февраля 2021. Архивировано 9 марта 2021 года.
6. ↑  Grater, Tom. Berlinale Unveils Competition Line-Up: New Pics From Daniel Bruhl, Celine Sciamma, Radu Jude, Xavier Beauvois & Hong Sang-soo. Deadline Hollywood (11 февраля 2021). Дата обращения: 11 февраля 2021. Архивировано 11 февраля 2021 года.
7. ↑  D'Alessandro, Anthony. Neon Reteams With 'Portrait Of A Lady On Fire' Filmmaker Celine Sciamma For 'Petite Maman' – EFM. Deadline (3 марта 2021). Дата обращения: 3 марта 2021. Архивировано 7 октября 2021 года.
8. ↑  Rubin, Rebecca. Toronto Film Festival Lineup Adds 'Dear Evan Hansen,' 'The Eyes of Tammy Faye' and 'Clifford the Big Red Dog' (амер. англ.). Variety (20 июля 2021). Дата обращения: 20 июля 2021. Архивировано 20 октября 2021 года.
9. ↑  Petite Maman. Rotten Tomatoes. Дата обращения: 11 июня 2021.
10. ↑  Petite Maman. Metacritic. Дата обращения: 11 июня 2021. Архивировано 31 октября 2021 года.